# Bohumil Haluzický

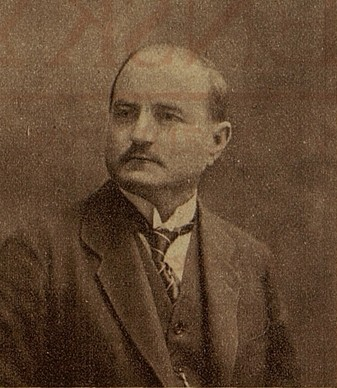
Bohumil Haluzický

Bohumil Haluzický (ur. 8 marca 1879 w Bzovej, zm. 11 stycznia 1957 w Bratysławie) – słowacki pisarz, publicysta, literacki historyk i krytyk.

## Dzieła
- 1928 – Martin Kukučín
- 1952 – Božena Němcová a Slovensko
- 1956 – Stopami rozpomienok